# Bezirk Cēsis (2009–2021)

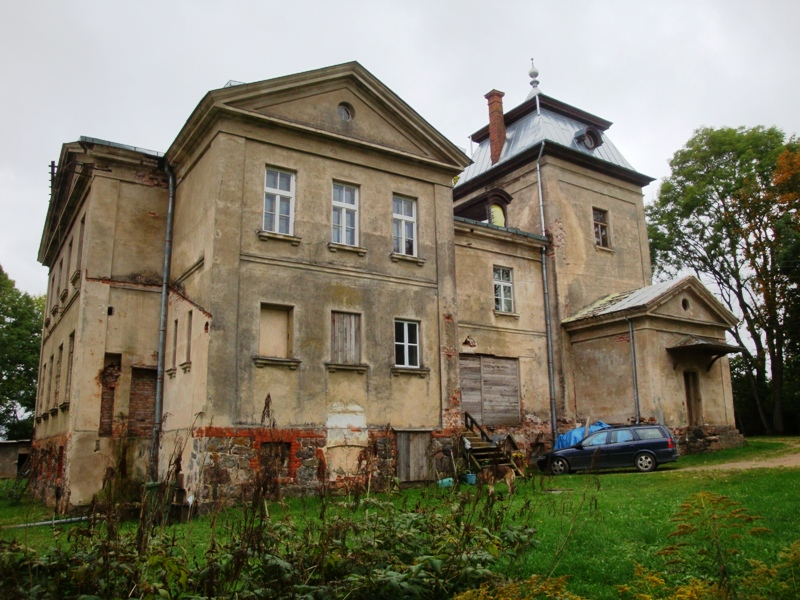
Herrenhaus Weissenstein (Veismaņu muiža) in der Gemeinde Vaive

Der Bezirk Cēsis (Cēsu novads) war ein Bezirk im Norden Lettlands in der historischen Landschaft Vidzeme (Livland), der von 2009 bis 2021 existierte. Bei der Verwaltungsreform 2021 wurde der Bezirk in einen neuen, größeren Bezirk Cēsis überführt.

## Geographie
Die Westgrenze des Bezirks um die Stadt Cēsis wurde von der Gauja gebildet. Im Südosten des Gebiets verläuft die Pleskauer Chaussee. Außerdem durchquert die Bahnstrecke Riga–Valga das Gebiet.

## Bevölkerung
Der Bezirk bestand aus der Gemeinde (pagasts) Vaive und dem Verwaltungszentrum Cēsis. 19.671 Einwohner lebten 2010 im Bezirk Cēsis.

## Nachweise
1. ↑  Vides aizsardzības un reģionālās attīstības ministrija (Ministerium für Naturschutz und Regionalentwicklung), Karten und Auflistung der Verwaltungseinheiten, abgerufen am 21. Juli 2021